# GNet
GNet — сетевая библиотека. Она написана на Си, объектно-ориентирована и построена на Glib. Она нацелена быть простой для использования и портирования. Интерфейс библиотеки схож с интерфейсом сетевой библиотеки для Java.
GNet использует лицензию GNU Library General Public License.
GNet была портирована для Linux, BSD, MacOS, Solaris, HP-UX, и Windows.

## Возможности библиотеки GNet
- InetAddr — Абстракция интернет адресов.
- TCP клиентские (Conn) и серверные (Server) сокеты.
- Mcast — UDP и IP широковещательные сокеты.
- Высокоуровневое TCP соединение и серверные объекты.
- GConnHttp — HTTP соединение.
- IOChannel — Асинхронный ввод-вывод для сокетов.
- Асинхроный DNS запрос.
- Байтовая упаковка и распаковка.
- Разбор URI.
- SHA и MD5 хеши.
- Base64 кодирование и декодирование.
- Unix — Unix сокеты.
- IPv4 и IPv6 поддержка.
- Поддержка SOCKS прокси.

## Приложения, использующие GNet
- eDonkey2000 (DFS) фронтэнд
- Gnome Chinese Checkers — настольная игра
- Gnome Jabber — мессенджер для Jabber
- gtermix — telnet клиент для BBS
- Jungle Monkey — распределенная файловая раздача
- Mail Notify — аплет оповещения о почте
- MSI (multi-simulation interface)
- Pan — читатель новостей для Gnome
- PreViking — телефония
- Sussen — сетевой сканер
- Workrave — напоминатель передышек
- Perfect World — MMORPG

## Похожие сетевые библиотеки
- libgnetwork
- cURL полезен для передачи файлов с синтаксисом URL. Эта способность к скачиванию и перенаправлению файлов может быть соединена с другими программами для поддержки функций, похожих на потоковый носитель.
- libsoup содержит библиотеку HTTP, реализованную на C. Она полезна для доступа к HTTP серверам в полностью асинхронном режиме.
- WvStreams платформенно-независимые C++ сетевая библиотека и утилиты для быстрой разработки приложений.